# Thumbe
Thumbe è un centro abitato dell'India, classificato come census town, di 5.558 abitanti, situato nel distretto del Kannada Meridionale, nello stato federato del Karnataka. In base al numero di abitanti la città rientra nella classe V (da 5.000 a 9.999 persone).

## Geografia fisica
La città è situata a 12° 52' 37 N e 74° 59' 23 E.

## Società

### Evoluzione demografica
Al censimento del 2001 la popolazione di Thumbe assommava a 5.558 persone, delle quali 2.770 maschi e 2.788 femmine. I bambini di età inferiore o uguale ai sei anni assommavano a 650, dei quali 332 maschi e 318 femmine. Infine, coloro che erano in grado di saper almeno leggere e scrivere erano 4.068, dei quali 2.203 maschi e 1.865 femmine.